# AKIRADEATH
AKIRADEATH (アキラデス)とは、日本のデジタルハードコアユニットである。

## 概要
神崎 晃（ヴォーカル）と佐藤 晃（トラックメーカー、プログラム）により2006年に結成。
音楽性は基本的にBPM200以上の高速でガバキック、ブレークビーツ、ギター、レイブシンセなどを使用したデジタルハードコア、スピードコアなどに分類されるハードコアテクノ。
ヴォーカルスタイルは叫び声中心だがラップ、デスヴォイス、語りなど多様。
歌詞は社会問題、政治問題などを訴える反体制的でメッセージ性の強いものが多い。

## ディスコグラフィー
アルバム
- 殺し屋家業 -Killer Family Business-（2007年8月5日）
- 宣戦布告 -Declaration of war-（2010年2月11日）
- The Future of Japanese Digital Hardcore!!!!-日本電子硬核ノ未来-（2012年8月5日）

ミニアルバム
- 獄中ヒーリング -Healing in Prison-（2009年4月8日）
- 破壊的創造 -Destructive Creation-（2011年3月12日）
- State of confusion -混乱状態-(2013年12月31日）

コンピレーション参加作品
- X-TREME HARD COMPILATION VOL.1（2008年5月）
- REAL JAPANESE UNDERGROUND 2008（2008年12月）
- X-TREME HARD COMPILATION VOL.2（2009年5月）
- the road warriors（2009年8月）
- 死ね死ね団（2009年12月）
- X-TREME HARD COMPILATION VOL.3（2010年5月）
- MADDEST SAMPLER VOL.1（2010年12月）
- Extreme Sound Anti-Nuclear（2011年5月）
- X-TREME HARD COMPILATION VOL.4（2011年5月）
- 禅 in the HOUSE（2011年10月）
- 死ね死ね団Ⅱ（2011年12月）
- Dynamix（2011年12月）
- X-TREME HARD COMPILATION VOL.5（2012年5月）
- SPEEDKING Vol.5（2012年10月）
- THE PSYCHO FILTH vol6 - Distorted Desire -（2012年10月）
- X-TREME HARD COMPILATION VOL.6（2013年6月）
- Digital Riot（ 2014年4月）
- X-TREME HARD COMPILATION VOL.7（2014年6月）
- X-TREME HARD COMPILATION VOL.8（2015年6月）
- X-TREME HARD COMPILATION VOL.9（2016年8月）

リミックス参加作品
- m11dy - ROARING THE ODD HYMN（2009年5月）
- GPKISM - EP Barathrum（2009年8月）
- HimemaniK - あたし、フィギュアになりたいの～Wanna Be A Figurine（2009年11月）
- die!!die!!color!!! - No Future But Good Remixes（2010年8月）
- Matt Green - The Remixes Infection（2011年10月）
- X-Mind - A Vison Of Chaos（2012年7月）
- ROTTERDAM TERROR CORPS-Respect The Core 2CD（2013年5月）
- DJ Amane - My World（2014年4月）

## メンバー
- 神崎　晃 : ヴォーカル / プログラミング

身長190cm
デジタルハードコア以外にも、カオスティック・グラインドコア・演歌・クラシックなどにも造詣が深い。

2013年からアイドルグループ・デスラビッツに、デスボイスパートでメンバーとして参加。

デスラビッツでは仮面で顔を隠し「部長」というステージネームで活動。

神埼晃の名前もださないが、アルバムでAKIRADEATHの神埼としてクレジット
- 佐藤　晃 : プログラミング / ノイズ

Coakira名義でソロでも活動。
Custom Mummyの主要メンバーとしても活動。

## 影響を受けたアーティスト
- Atari Teenage Riot
- EC8OR
- THE MAD CAPSULE MARKETS
- m1dy